# Idaea aperta
Idaea aperta là một loài bướm đêm trong họ Geometridae.